# カボタージュ
（海運）カボタージュ（英語: Cabotage）は、同一国内の港間の沿岸輸送（内航海運）を意味する。同一国内の空港2拠点間運輸は特に、エア・カボタージュまたは航空カボタージュと称する。

## カボタージュ制度
カボタージュ制度ないしカボタージュ規制とは、自国の沿岸輸送（内航海運）は自国籍船に限るという規制である。国家の安全保障などの目的がある。
アメリカ合衆国では、1817年から現在に至るまでカボタージュ政策がとられている。日本でも1899年に定められた船舶法第3条により、カボタージュ制度を規定し、国際的な競争を排除してきた。
一例を挙げると、日本では国内だけで完結するクルーズ業務は、パナマやリベリア等の船籍を持つ便宜置籍船に認められていない。このため、日本資本のクルーズ会社はクルーズ客船の船籍を日本に置いており、クルーズ料金が高騰している原因の一つとして指摘されている。
カボタージュ規制が無い場合、日本国内航路でも客船と貨物船の両方で便宜置籍船が参入できるため、利用者側からすればクルーズ料金や海運コストが安くなる長所がある。短所としては、船籍を置くことによる国の税収入が減る、自国の内航海運産業が仕事を奪われ、自国民の船員や海運従事者が減少する恐れがある、安全規則の杜撰な便宜置籍船によって安全性に対する問題が生じる恐れがある、などがある。
国際的に市場開放と競争優先が進捗するが、規制と開放で議論されている。国内輸送を担う業界団体の日本内航海運組合総連合会は、カボタージュ制度の規制緩和は単なる経済的問題ではなく、有事の国民保護や緊急輸送に差し支える恐れがあり、便宜置籍船による国内輸送は許されないと反対している。日本に資源などを輸送する約40隻の外国籍船舶は、福島第一原子力発電所事故の発生時に放射性物質の被曝を危惧して京浜工業地帯の寄港を一斉に拒否して神戸港など西日本の港へ独断で寄港したが、日本国籍の船舶は輸送業務を継続した事例がある。
JR九州高速船に納入されたパナマ船籍の高速船クイーンビートルの国内遊覧運航で、内航総連と全日本海員組合は反対意見を表明した。2021年3月10日に国土交通省は「同一港発着に限る」等の条件を付して同船に対する国内特例運航の許可を発出し、3月20日以降クイーンビートルは博多港発着の周遊運航に用いられている。